# Eurasischer Luchs
Der Eurasische Luchs oder Nordluchs (Lynx lynx) ist eine in Eurasien verbreitete Art der Luchse. Im deutschen Sprachgebrauch ist mit „Luchs“ fast immer diese Art gemeint. Nach Braunbär, Wolf und Persischem Leoparden und noch vor dem Vielfraß ist diese Katze das viertgrößte in Europa heimische Landraubtier.
Der Eurasische Luchs wird seit Jahrhunderten stark verfolgt, in Europa begannen im Spätmittelalter systematische Ausrottungsversuche. Nachdem die Art zu Beginn des 20. Jahrhunderts weitestgehend aus West- und Mitteleuropa verschwunden war, wanderte sie ab etwa 1950 aus angrenzenden Siedlungsgebieten wieder ein und wurde auch gezielt wieder angesiedelt. Heute sind unter anderem die Alpen, der Jura, die Vogesen, der Pfälzerwald, der Harz, das Fichtelgebirge, das Erzgebirge, der Bayerische Wald, der Böhmerwald und der Spessart von Luchsen besiedelt. In Deutschland gilt der Luchs der Roten Liste des Bundesamtes für Naturschutz zufolge nach wie vor als stark gefährdet (Status 2).

## Merkmale

### Körpermaße und Gewicht

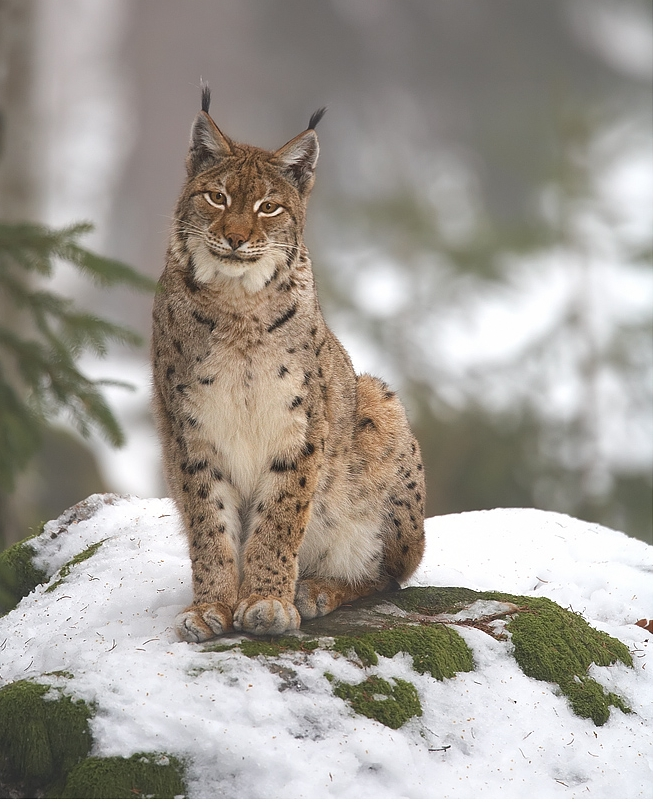
Charakteristisch für Luchse sind Ohrpinsel, Backenbart und breite Pfoten

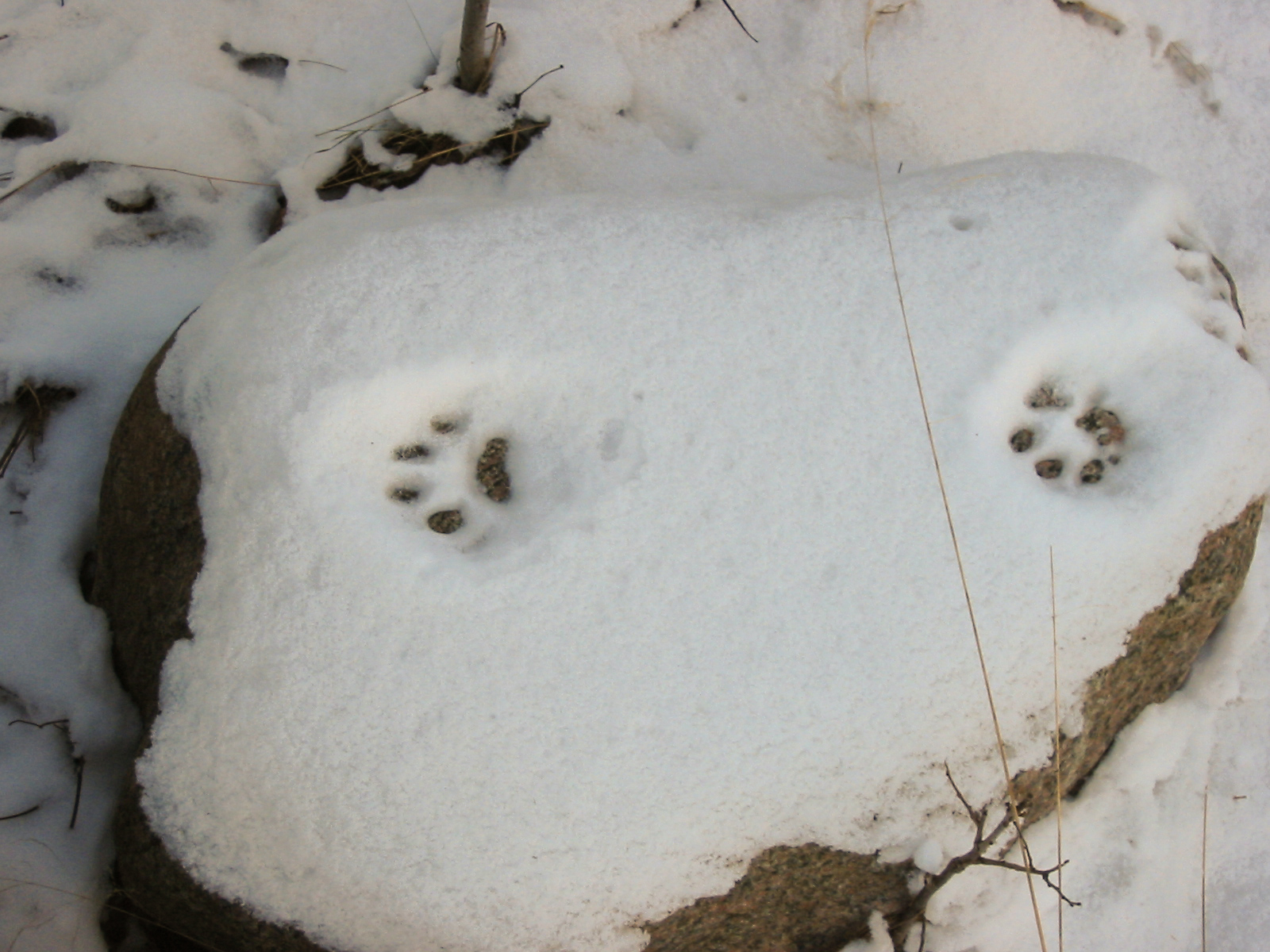
Luchsfährten fehlen in der Regel Krallenabdrücke

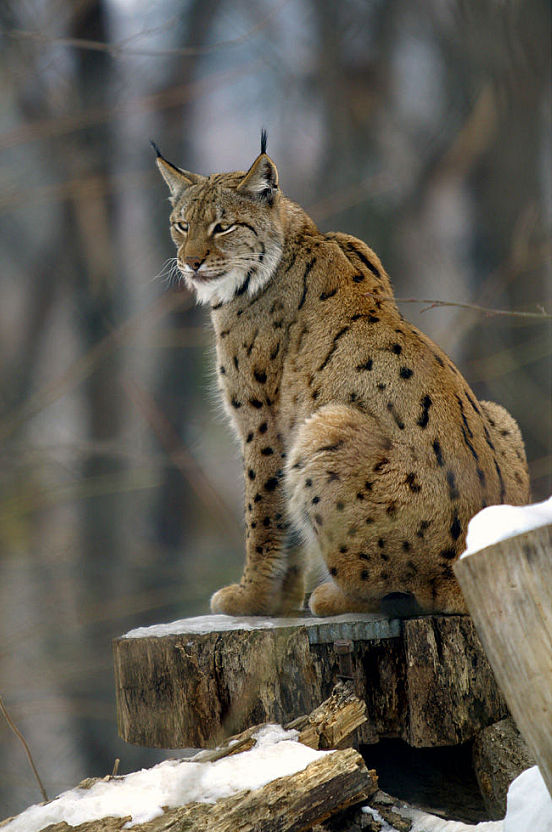
Die Fleckenzeichnung im Fell von Luchsen ist individuell verschieden

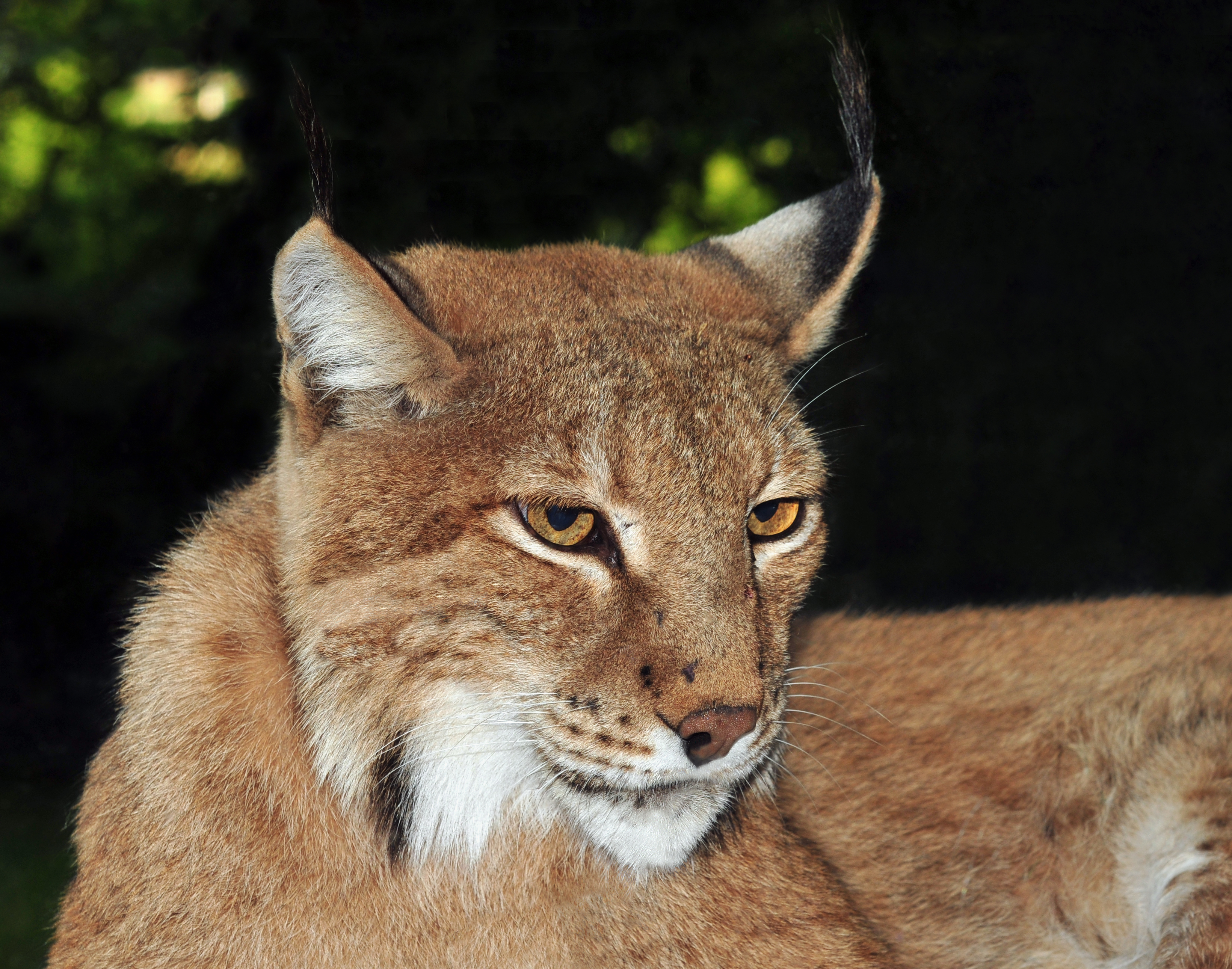
Manchen Eurasischen Luchsen fehlt die Fleckenzeichnung fast völlig

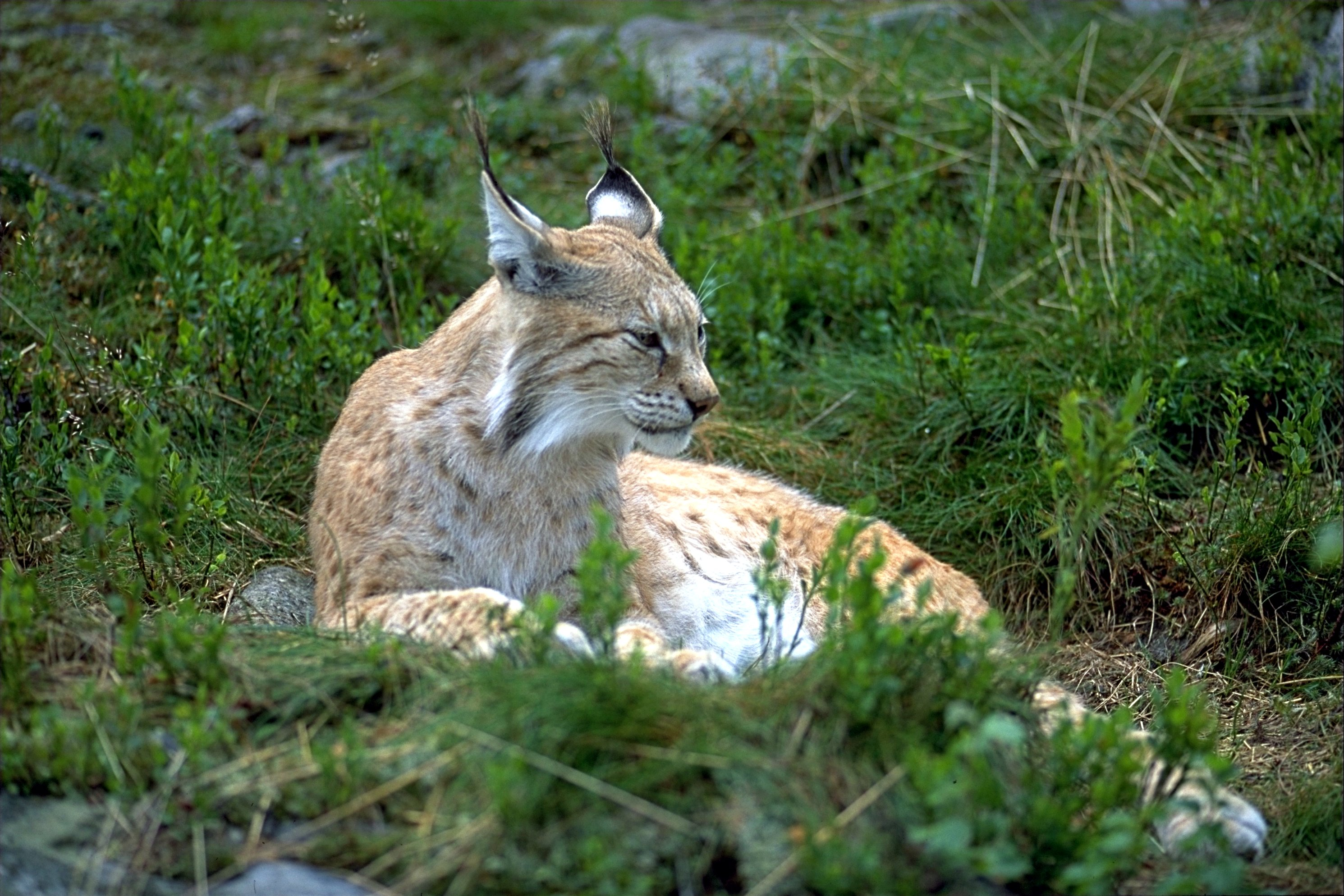
Luchs im Sommerfell

Mit einer Kopfrumpflänge zwischen 80 und 120 Zentimetern und einer Schulterhöhe von 50 bis 70 Zentimetern ist der Luchs nach dem im Kaukasus vorkommenden Persischen Leoparden die größte Katze Europas und die größte der vier Luchsarten. Die Rückenlänge ohne Kopf und Hals entspricht der Schulterhöhe, so dass der Körperbau quadratisch wirkt. Die Vorderbeine sind 20 Prozent kürzer als die Hinterbeine. Die großen Pranken verhindern, dass der Luchs tief im Schnee einsinkt. Die Trittspuren des Luchses sind mit einer Breite von fünf bis sieben Zentimetern für die Vorderpranke und vier bis sechs Zentimetern für die Hinterpranke etwa dreimal so breit wie die einer Hauskatze. Die Schrittlänge liegt zwischen 40 und 100 Zentimetern und kann bei sprintenden Luchsen bis zu 150 Zentimeter betragen. Anders als beim Fuchs oder Hund fehlen Luchsfährten meist Krallenabdrücke, da die Krallen während des Laufens in Hauttaschen zurückgezogen werden.
In Mitteleuropa wiegen männliche Luchse, die in der Jägersprache als „Kuder“ bezeichnet werden, je nach Region im Durchschnitt zwischen 20 und 25 Kilogramm, wobei besonders leichte Exemplare nur 14 Kilogramm wiegen und sehr schwere Tiere 37 Kilogramm erreichen können. Weibchen sind durchschnittlich 15 Prozent leichter als männliche Tiere. Ihr Gewicht beträgt normalerweise etwa 15 bis 20 Kilogramm, mit Extremwerten von zwölf beziehungsweise 29 Kilogramm.

### Weitere Merkmale des Erscheinungsbildes und Sinnesleistungen
Mit den anderen Arten der Gattung verbinden den Eurasischen Luchs die Pinselohren, der breite und rundliche Kopf und der sehr kurze Schwanz. Dieser ist beim Eurasischen Luchs zwischen 15 und 25 Zentimeter lang und endet in einer schwarzen Spitze. Der Eurasische Luchs zeichnet sich durch einen sehr ausgeprägten Backenbart aus, den er weit abspreizen kann. Die Funktion des Backenbartes ist nicht restlos geklärt. Wahrscheinlich drücken die Tiere über die Stellung des Backenbartes ihre Stimmung gegenüber Artgenossen aus. Möglicherweise dient der Backenbart aber auch als Reflektor von Schallquellen.
Die Haarpinsel an den spitzen, deutlich dreieckigen Ohren sind bis zu fünf Zentimeter lang und verstärken die Fähigkeit, Lautquellen zu orten. Untersuchungen haben gezeigt, dass Luchse das Rascheln einer Maus noch aus einer Entfernung von 50 Metern wahrnehmen und ein vorbeiziehendes Reh noch 500 Meter entfernt hören können. Die mandelförmig geschnittenen und nach vorne orientierten Augen sind goldgelb, gelbbraun oder ockerbraun. Sie sind das wichtigste Sinnesorgan des Luchses und etwa sechsmal so lichtempfindlich wie die Augen des Menschen, was dem Luchs eine Jagd während der Dämmerung und Nacht erlaubt. Der Geruchssinn spielt bei der Jagd nur eine untergeordnete Rolle.
Das vollständige Gebiss eines Luchses besteht in der Regel aus 28 Zähnen. Auf beiden Seiten des Ober- und Unterkiefers befinden sich drei Schneidezähne, je ein stark ausgebildeter Eckzahn mit sogenannten Dolchrillen, zwei Vorbackenzähne oder Prämolaren sowie ein Backenzahn oder Molar; manchmal ist im Unterkiefer ein- oder beidseitig ein zusätzlicher Backenzahn ausgebildet.
Das Fell des Eurasischen Luchses ist auf der Körperoberseite während des Sommers rötlich- bis gelbbraun und während des Winterhalbjahres grau bis graubraun. Das Kinn, die Kehle, die Brust, die Bauchseite sowie die Innenseite der Läufe sind weißlich grau bis cremeweiß. Die Fleckung des Fells ist individuell verschieden, sie kann aber auch nahezu vollständig fehlen. Die Unterwolle des Fells ist dicht, die darüberliegenden Grannenhaare sind fünf bis sieben Zentimeter lang. Das Winterfell gehört zu den dichtesten im Tierreich. Hochbeinigkeit, dichtes Fell und eine durch die breiten Pfoten bedingte geringe Flächenbelastung ermöglichen es dem Luchs, noch bei Schneelagen bis zu einem halben Meter erfolgreich zu jagen. Höhere Schneelagen behindern ihn bei der Jagd, so dass er sich dann in weniger schneereiche Regionen zurückzieht.

## Verbreitung

### Historisches Verbreitungsgebiet

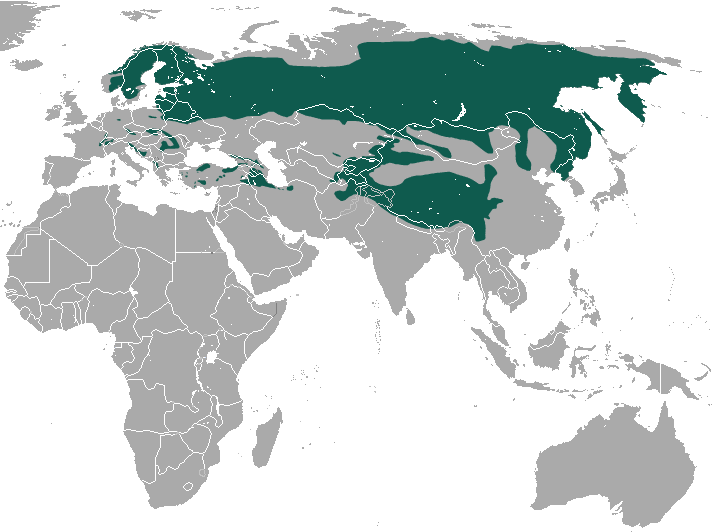
Heutiges Verbreitungsgebiet des Nordluchses in Skandinavien, Mitteleuropa, Nordasien, Festlandchina und im Nahen Osten

Der Eurasische Luchs gehört zu den am weitesten verbreiteten Katzenarten. Sein europäisches Verbreitungsgebiet reichte noch zu Beginn der Neuzeit von den Pyrenäen in einem breiten Gürtel bis zum Ural. Nach Ansicht einiger Wissenschaftler fehlte der Luchs dagegen auf Island, den Britischen Inseln und den Mittelmeerinseln, außerdem im Küstenhinterland der Nordsee, in Dänemark, im südnorwegischen Fjordland sowie im äußersten Norden Fennoskandinaviens und auf der gesamten Halbinsel Kola.
In Asien war der Luchs über nahezu ganz Sibirien vom Ural bis zum Pazifik sowie in Nordchina, Tibet, Teilen der Mongolei und in Turkestan verbreitet. Seine Verbreitungsgrenze erreicht im Norden den Polarkreis – keine andere Katzenart dringt weiter nach Norden vor als der Eurasische Luchs. Im Süden reichte sein Verbreitungsgebiet bis Nepal, Nordindien, Nordpakistan, Persien und möglicherweise sogar bis Palästina.
Vor der Wiederbesiedlung wurden in Deutschland die letzten Luchse 1818 im Harz bei Lautenthal, 1846 auf der Schwäbischen Alb bei der Ruine Reußenstein, ebenfalls 1846 bei Zwiesel im Bayerischen Wald und um 1850 in den bayerischen Alpen getötet. In den französischen Alpen beobachtete man den Eurasischen Luchs vor seiner Wiederansiedlung das letzte Mal im Jahre 1903, in der Schweiz 1904 beim Simplonpass. Verhältnismäßig lange konnte sich der Luchs in einigen Teilen Österreichs halten. Der letzte autochthone österreichische Luchs wurde 1918 im Balderschwanger Tal im Bregenzerwald erlegt.
Zwischen 1918 und etwa 1960 war der Eurasische Luchs in Westeuropa damit weitgehend ausgerottet. In großen Teilen Nord-, Ost- und Südosteuropas sowie in den meisten asiatischen Vorkommensgebieten überlebte die Art jedoch, die westlichsten Vorkommen gab es um 1960 in Südschweden, Ostpolen und der östlichen Slowakei.

### Wiederansiedelungsmaßnahmen und heutiges Verbreitungsgebiet in Europa

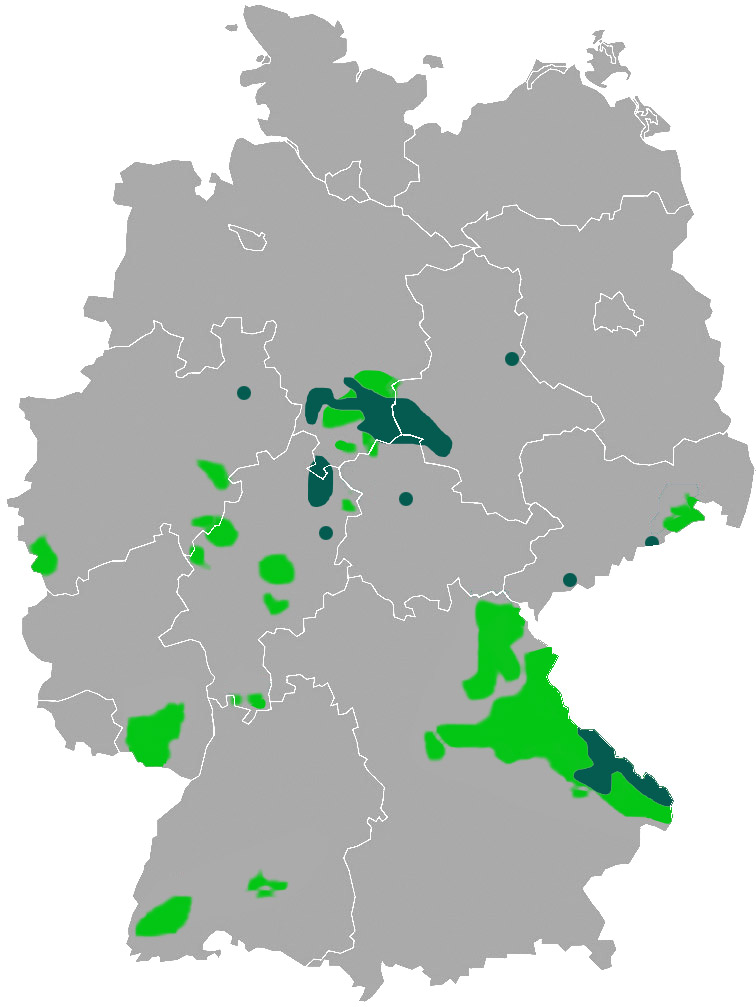

Durch zahlreiche Auswilderungen sind heute einige Bereiche Westeuropas wie die Alpen, der Jura, die Vogesen, der Harz und der Böhmerwald wiederbesiedelt. In den Nordwestalpen sind mittlerweile nahezu alle geeigneten Lebensräume von Luchsen besetzt. Diese Wiederbesiedlungsprogramme sind in Teilen der Öffentlichkeit umstritten gewesen und ihre Durchführung erwies sich nicht immer als problemlos. Auf die spezifischen Probleme wird im Kapitel Mensch und Luchs eingegangen.
Führend in der Wiederansiedelung des Luchses war die Schweiz: Am 23. April 1971 wurden in der Schweiz im Areal des Jagdbannbezirks Huetstock bei Engelberg in der Nähe von Luzern die ersten zwei aus den Karpaten stammenden Luchse ausgesetzt. Bis 1976 wurden weitere Luchse wieder angesiedelt, die sich bis 1979 bereits über ein 4500 Quadratkilometer großes Gebiet verbreitet hatten. 1991 waren in den Schweizer Nordwest- und Zentralalpen 10 000 Quadratkilometer und im Jura 5000 Quadratkilometer wieder mit Luchsen besiedelt. In den in der Nordostschweiz gelegenen Kantonen St. Gallen, Zürich, Thurgau und beiden Appenzell wurden zwischen 2001 und 2003 insgesamt neun weitere Luchse ausgewildert, die auch dort eine tragfähige Population begründen sollten.
In Österreich wurden 1976 neun Luchse aus der Slowakei im Dreiländereck Steiermark-Kärnten-Salzburg ausgewildert, allerdings blieb die daraus resultierende Population bis heute klein. In den französischen Vogesen, wo man 1983 19 Luchse auswilderte, entwickelte sich dagegen eine Population, die aber kurz vor dem Erlöschen steht. Die Nachkommen von drei in Slowenien ausgewilderten Luchspaaren besiedeln heute ein Verbreitungsgebiet von der slowenischen Grenze zu Italien und Österreich bis nach Bosnien-Herzegowina. 2024 lebten 35 Luchse in Österreich.
In Deutschland waren bereits in den 1950er Jahren einzelne Luchse vermutlich aus Tschechien in den Bayerischen Wald eingewandert. 1962 gab es die ersten gesicherten Hinweise auf Luchse im Elbsandsteingebirge, und 1969 wurden erstmals wieder Luchse in der Dübener Heide nördlich von Leipzig beobachtet. Mittlerweile gibt es in Deutschland neben der Population im Bayerischen Wald wieder Luchse in der Sächsischen Schweiz, im Pfälzerwald, im Fichtelgebirge und im Spessart. Im Nationalpark Harz läuft ein Auswilderungsprojekt, in dessen Rahmen seit dem Jahr 2000 insgesamt 24 Luchse ausgewildert wurden; 2002 kam es zur ersten Geburt freilebender Luchse seit der Wiedereinführung. Im Rahmen des Projektes Luchsmonitoring wurde 2011 eine recht stabile Population vor allem in den waldreichen Landkreisen Nordhessens nachgewiesen, auch Nachwuchs wurde mit Fotofallen beobachtet. Wahrscheinlich handelt es sich bei dieser Population um Nachfahren der Harzer Tiere. Während der Bestand im Harz und Umgebung 2023 auf etwa 90 Tiere geschätzt wird, soll der Luchs ab 2024 auch im Thüringer Wald ausgewildert werden. Dort soll eine Population von etwa 100 Tieren aufgebaut werden, um eine Verbindung zwischen den Luchsen im Böhmerwald und im Harz herzustellen und dadurch genetische Verarmung zu verhindern. Parallel dazu sollen im Projekt „RELynx Sachsen“ auch im Erzgebirge und Elbsandsteingebirge rund 20 Luchse ausgewildert werden. Im März 2024 wurden die ersten beiden Tiere, ein Weibchen aus dem Schweizer Jura und ein Männchen aus Thüringen, im westerzgebirgischen Forstbezirk Eibenstock in die Freiheit entlassen. Bis Ende August wurden hier bereits insgesamt fünf Luchse ausgewildert.
Einzelne, überwiegend aus der Schweiz eingewanderte Luchse wurden auch im Schwarzwald und im oberen Donautal nachgewiesen. Mitunter werden in verschiedenen Teilen Deutschlands Luchse beobachtet, deren Herkunft unklar ist, zum Beispiel in der Eifel, im Teutoburger Wald, im Odenwald oder bei Altengrabow. In einer Sturmnacht vom 18. auf den 19. Januar 2007 (Orkan Kyrill) gelang einem Luchspaar die Flucht aus dem Tierpark Suhl in den Thüringer Wald. Überlebenschancen haben ehemalige Gehegetiere allerdings nur, wenn sie die Fähigkeit erlangen, in der freien Wildbahn Beutetiere zu schlagen.
Im Rothaargebirge wurde der Luchs 2006 und 2011 gesichtet. Letztere Sichtung war nahe der Ortschaft Oberhundem; es wurde ein weiblicher Luchs mit zwei Jungtieren gesichtet.
Einzelsichtungen sind noch kein Beleg dafür, dass Luchse eine Region wiederbesiedelt haben und sich dort fortpflanzen. In der Regel gründen Luchse Reviere nur dann, wenn diese Gebiete territorialen Anschluss an benachbarte Luchsreviere haben.
Im Februar 2018 lebten 77 Luchse in Deutschland; im Monitoringjahr 2016/17 wurde die Geburt von 37 Jungtieren erfasst. (Ein Monitoringjahr, auch Luchsjahr, ist an den Lebenszyklus von Luchsen angepasst; es beginnt am 1. Mai mit dem ungefähren Geburtstermin der Jungen und endet am 30. April des Folgejahres.) Eine leichte Bestandszunahme von sieben Luchsen gegenüber dem Vorjahr basiert auf Wiederansiedlungen im Pfälzerwald. Das Bundesamt für Naturschutz registrierte im Monitoringjahr 2016/17 vier tot gefundene Luchse (im Vergleich zu 22 im Monitoringjahr zuvor), geht jedoch von einer höheren Dunkelziffer aus. Todesursachen sind in Deutschland vor allem Verkehrsunfälle, Krankheiten und illegale Tötungen.
In Großbritannien wird diskutiert, ob der Luchs, der dort nach Ansicht der meisten Wissenschaftler bis etwa 500 bis 700 n. Chr. zu finden war und durch menschliche Nachstellung ausgerottet wurde, wieder angesiedelt werden soll. Zur Diskussion steht auch, ob statt des Eurasischen Luchses, der in seinem Gesamtbestand als nicht gefährdet gilt, besser der akut vom Aussterben bedrohte Iberische Luchs angesiedelt werden sollte.

## Lebensraum und Revieransprüche
Der Eurasische Luchs bevorzugt als Lebensraum grundsätzlich große Waldareale mit dichtem Unterholz und nutzt offene Landschaften und menschliche Siedlungen nur am Rande und temporär. Ideale Voraussetzungen für die Jagd bieten ihm Wälder mit einer stark kleinräumlichen Gliederung durch Altholzinseln, Lichtungen, felsige Hänge und morastige Zonen. Eurasische Luchse finden sich allerdings auch in der felsigen Gebirgszone bis in eine Höhe von 2500 Metern, in Niedermooren und auf Heideflächen sowie in den überwiegend baumlosen Hochebenen Zentralasiens. Diese Lebensräume bieten zwischen Felsen und Gebüsch eine große Anzahl von Deckungsmöglichkeiten. In Gebirgen der früheren Sowjetunion ziehen die Luchse im Winter in niedrigere Höhenlagen. In Regionen mit hohen Wolfsdichten sind Luchse selten, und für mehrere Regionen wurde eine Zunahme der Luchspopulation beschrieben, nachdem die dortige Wolfspopulation abgenommen hatte.
Telemetrische Untersuchungen, die eine Reihe von Wiederansiedlungsprojekten der letzten Jahrzehnte begleiteten, haben gezeigt, dass Luchse einen großen Teil ihrer Beute im Randbereich von Wäldern jagen und dabei selten landwirtschaftlich genutzte Flächen betreten. Tagsüber halten Luchse sich in ihren Verstecken auf und tolerieren dort durchaus auch die Nähe zum Menschen. Sowohl in den Vogesen als auch im Bayerischen Wald zogen weibliche Luchse Junge unweit von touristisch stark frequentierten Plätzen auf.
Die Reviergrößen Eurasischer Luchse variieren stark, vor allem aufgrund des Nahrungsangebots von Beutetieren, aber auch in Abhängigkeit von der Walddichte und -struktur, den Deckungsmöglichkeiten, der Besiedelung durch Menschen sowie den topografischen Verhältnissen. Untersuchungen in den Schweizer Nordalpen ergaben eine durchschnittliche Reviergröße von 250 Quadratkilometern, wobei das kleinste Revier 96 und das größte 450 Quadratkilometer umfasste. Im Jura, wo der Waldanteil höher ist, wurde dagegen ein Aktionsraum von 100 bis 150 Quadratkilometern ermittelt. Laut KORA beträgt die Größe mittlerer Wohngebiete von Weibchen 90 km² und von Männchen 150 km². In den Karpaten, dem westlichen Russland und dem ehemaligen Jugoslawien wurde dagegen eine Bestandsdichte von einem Luchs je 10 bis 40 Quadratkilometer ermittelt. Weibchen haben grundsätzlich kleinere Reviere als Männchen, deren Revier meist doppelt so groß ist und sich mit den Revieren von bis zu zwei Weibchen überlappen kann. Reviergrenzen werden durch Harn, Losung und teilweise auch durch Kratzspuren markiert.
Untersuchungen über das Raumverhalten von Luchsen innerhalb ihres Reviers liegen vor allem aus dem polnischen Białowieża-Nationalpark vor. Dort durchstreiften Luchse an einem Tag etwa 1,7 bis 2,6 Prozent ihres Reviers. Raumnutzungsverhalten und Reviergröße sind auf die Jagdweise des Luchses zurückzuführen. Als Überraschungsjäger schlägt er vor allem Beutetiere, die sich unvorsichtig verhalten. Bei einem längeren Aufenthalt in einem Teil seines Reviers stellen sich seine Beutetiere auf die Anwesenheit des Beutegreifers ein und verhalten sich scheuer. Um einen angemessenen Jagderfolg sicherzustellen, ist der Luchs daher darauf angewiesen, innerhalb seines Reviers immer wieder sein Jagdgebiet zu wechseln.

## Lebensweise

### Beutespektrum

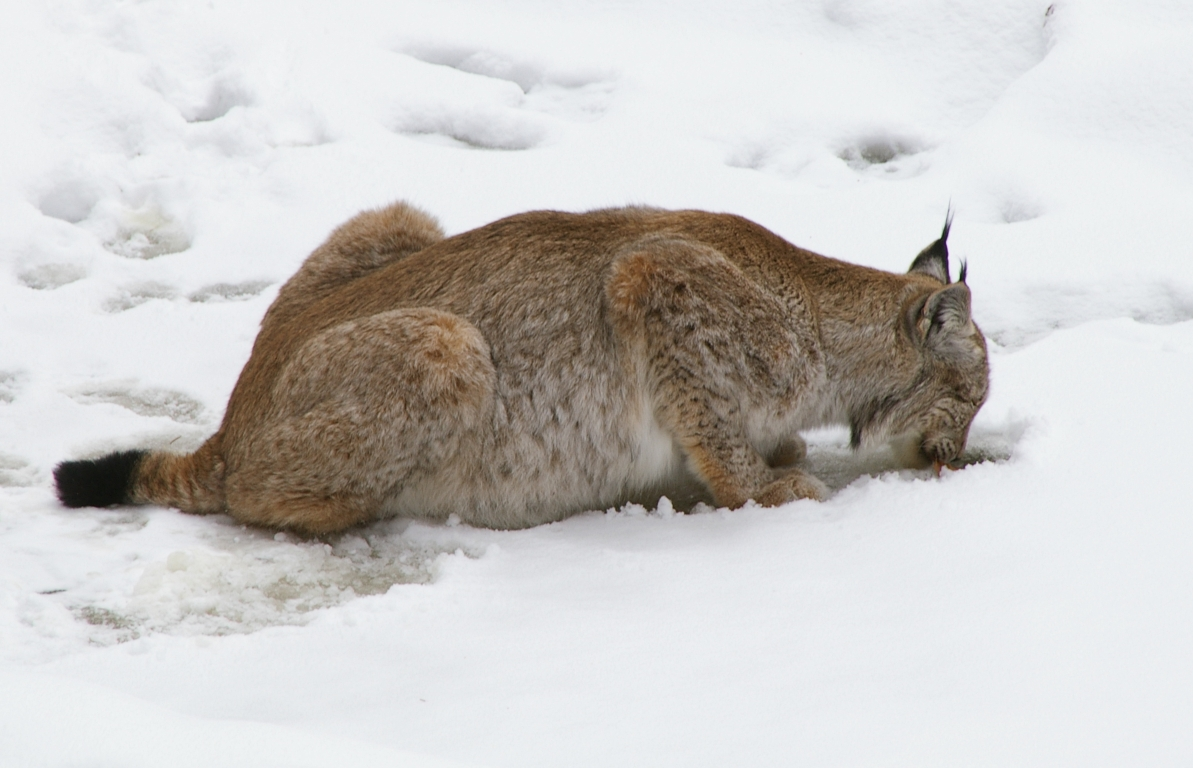
Luchs im Tiergehege des Nationalparks Bayerischer Wald

Das Beutespektrum des Eurasischen Luchses umfasst praktisch alle im jeweiligen Lebensraum vorhandenen kleinen und mittelgroßen Säuger und Vögel. So zählen unter anderem Rotfüchse, Marder, Kaninchen, junge Wildschweine, Eichhörnchen, Mäuse, Ratten und Murmeltiere zu den von Luchsen geschlagenen Beutetieren, auch Fische werden verzehrt. Kleine und mittelgroße Huftiere wie Rehe und Gämsen mit einem Gewicht von 20 bis 25 Kilogramm stellen jedoch die bevorzugte Beute dar und machen häufig mehr als 80 Prozent des Beutespektrums aus. Diese Tiere sind in der Regel so groß wie der Luchs oder deutlich größer, wodurch sich dieser von anderen Kleinkatzen unterscheidet, die sich zumeist eher auf kleine bis sehr kleine Beutetiere spezialisiert haben; hinsichtlich seiner Beutewahl entspricht der Luchs mehr den Großkatzen. Andere Tierarten sind dagegen im Verhältnis zu ihrem Vorkommen unterrepräsentiert. Über weite Teile Eurasiens ist das Reh die bevorzugte Beute des Luchses und das Verbreitungsgebiet des Rehs deckt sich weitgehend mit dem des Luchses. In Finnland, wo Rehe natürlicherweise nicht vorkommen, sowie in Schweden und Norwegen, wo Rehe erst nach 1900 eingeführt wurden, schlagen Luchse sehr häufig junge Rentiere.
In den Alpen dominieren im Beutespektrum Rehe und Gämsen. Im Bayerischen Wald spielen neben Rehen auch Rothirschkälber und Feldhasen eine wichtige Rolle. Von 102 dort aufgefundenen Beutetieren des Luchses fanden sich neben 71 Rehen 17 Rothirsche, acht Hasen, drei Wildschweine und drei Füchse. Bei Wildschweinen sind es meist Jungtiere, die ihm zum Opfer fallen. Ausgewachsene Wildschweine sind zu wehrhaft, um als Beutetier für den Luchs in Frage zu kommen. In dem an Füchsen reichen Schweizer Jura machen Füchse mehr als zehn Prozent des Beutespektrums von Luchsen aus. In der Taiga jagt der Luchs dagegen vor allem Schneehasen und Raufußhühner. Ausgewachsene männliche Luchse erbeuten auch Wolfswelpen. Aufgefundenes Aas fressen Luchse nur in Notzeiten, sie kehren aber zu erlegter Beute zurück (siehe unten).

### Jagdverhalten
Der Luchs lebt als Einzelgänger, der vor allem in der Dämmerung und nachts jagt. In der Regel ruhen Luchse während des Tages in ihren Verstecken. Während der Ranzzeit kann man auch am Tage aktive Luchse beobachten. Auch wenn sie Jungtiere aufziehen oder wenn Beutetiere rar sind, jagen sie tagsüber. Während der Jagd legen sie durchschnittlich zehn Kilometer zurück.
Der Eurasische Luchs ist ein Überraschungs- oder Lauerjäger, der seine Beute vor allem an regelmäßig begangenen Wildwechseln schlägt. Die Jagd erfolgt nach Katzenart durch Auflauern oder Anschleichen mit abschließendem Anspringen, beziehungsweise einem Kurzspurt von meist unter 20 Meter Länge. Bei diesen Kurzsprints kann der Luchs eine Geschwindigkeit von fast 70 km/h erreichen. Die Hinterbeine, deren Länge die der Vorderbeine übertrifft, begünstigen ein schnelles Zusprinten auf die Beute. Die Jagdbeute wird durch einen Biss in die Kehle erstickt. Entkommt dem Luchs die Beute bei einem solchen Angriff, wird das Beutetier bestenfalls über eine kurze Strecke verfolgt. Der Luchs versteckt die unzerlegte Beute mitunter unter Ästen und Blättern. Zu ihren Rissen kehren Luchse in der Regel mehrfach zurück. Sie nehmen dabei pro Nacht zwischen 1 und 2,7 Kilogramm Fleisch auf. Der tägliche Nahrungsbedarf an reinem Fleisch liegt für einen 25 Kilogramm schweren Eurasischen Luchs bei etwa 1,1 Kilogramm.

### Paarung und Aufzucht der Jungtiere
Die Paare finden nur zur Paarungszeit zwischen Februar und April zusammen. Weibchen beteiligen sich gewöhnlich das erste Mal in ihrem zweiten Winter an der Ranz. Männliche Tiere suchen gewöhnlich erst in ihrem dritten Winter nach einem deckungsbereiten Weibchen. Die sonst einzelgängerisch lebenden Tiere markieren in dieser Zeit mit ihrem stark riechenden Urin das Kerngebiet ihrer Reviere besonders intensiv. Die Markierungen werden bevorzugt auf Nasenhöhe der Luchse an Wurzelstöcken oder Steinen abgesetzt. Auch die lauten Ranzrufe, die einem lang gezogenen „Ouh“ gleichen, sind in dieser Zeit häufig zu hören.

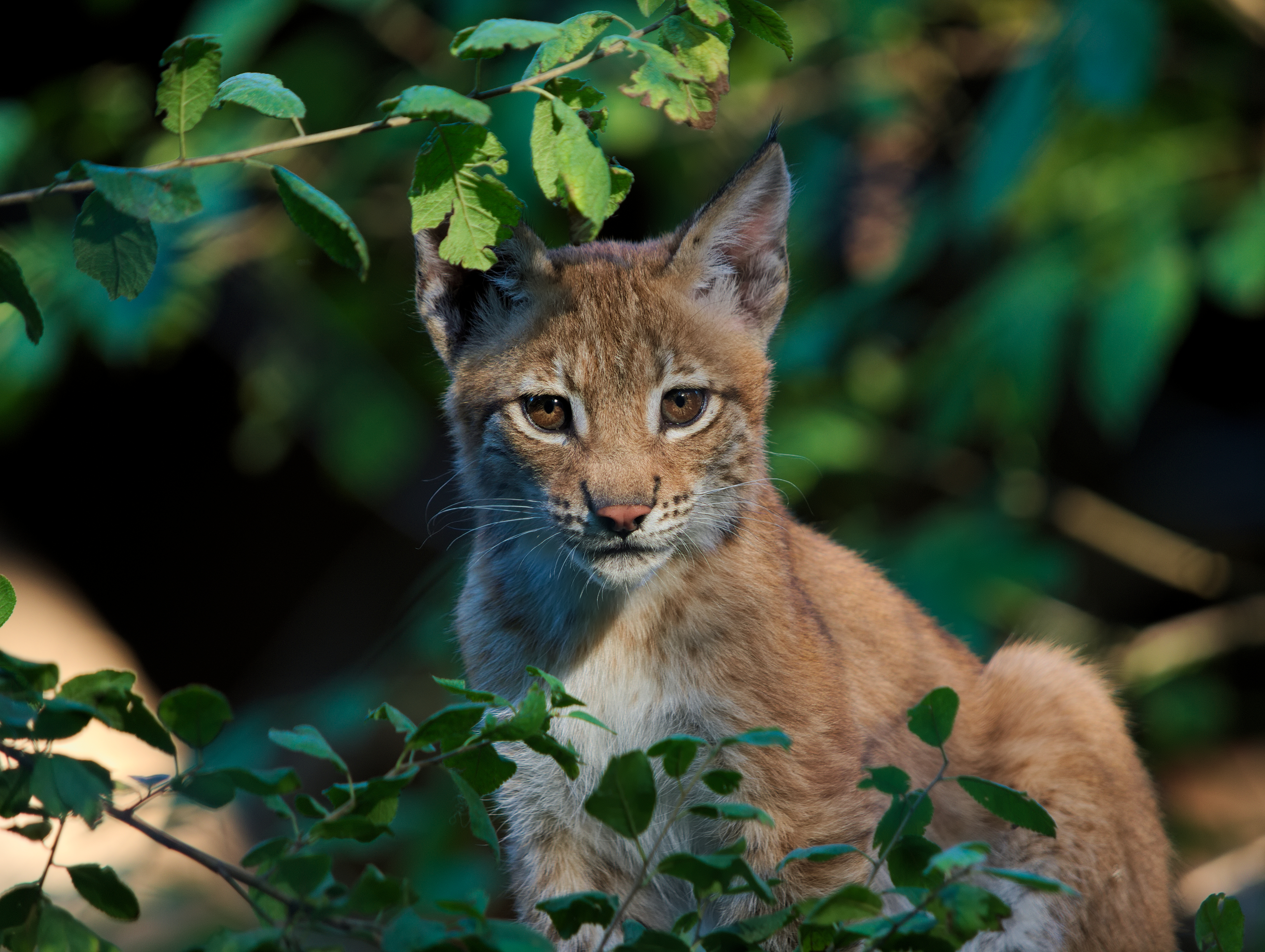
Luchsjungtier, ca. 4 Monate alt

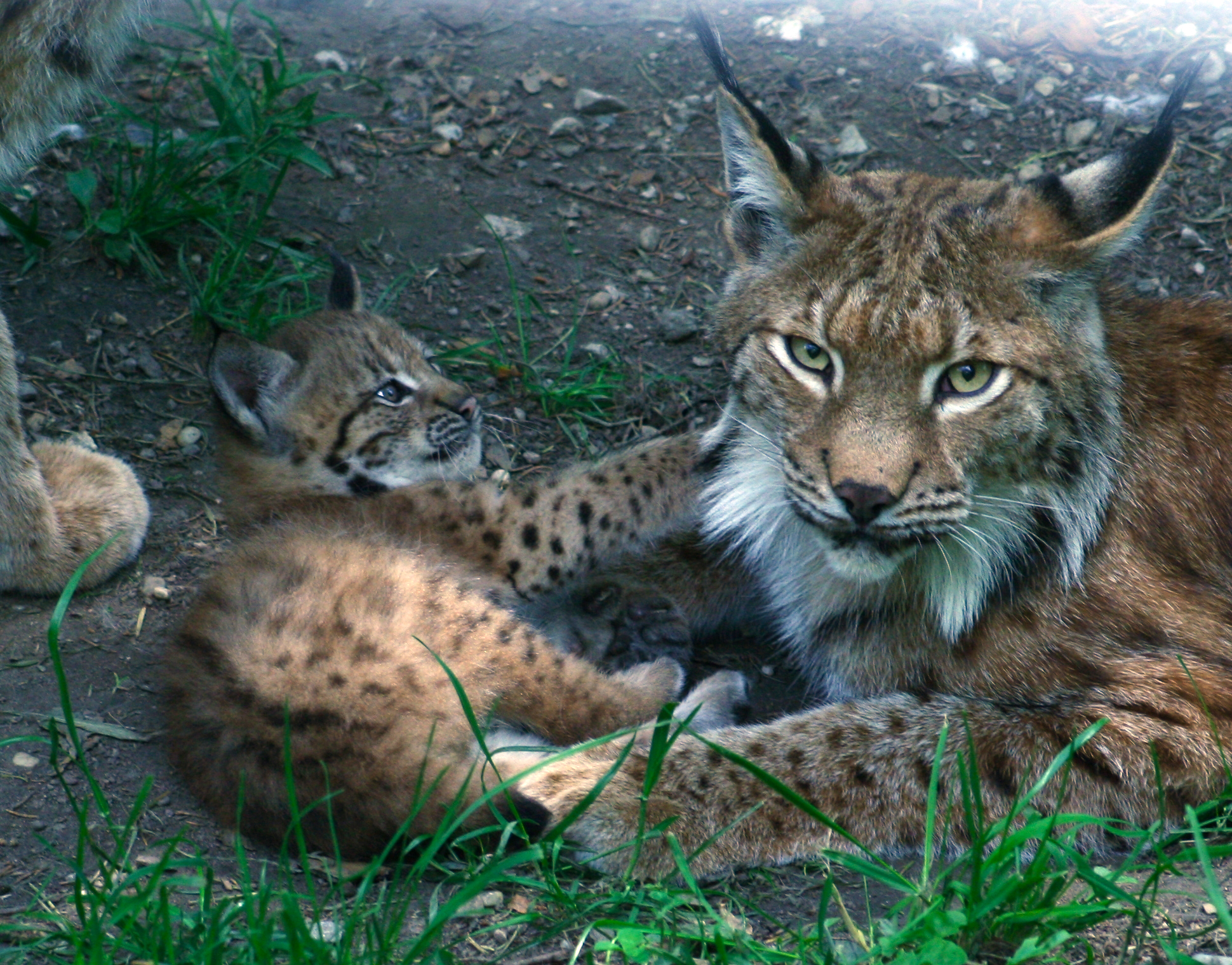
Junger Luchs mit Mutter

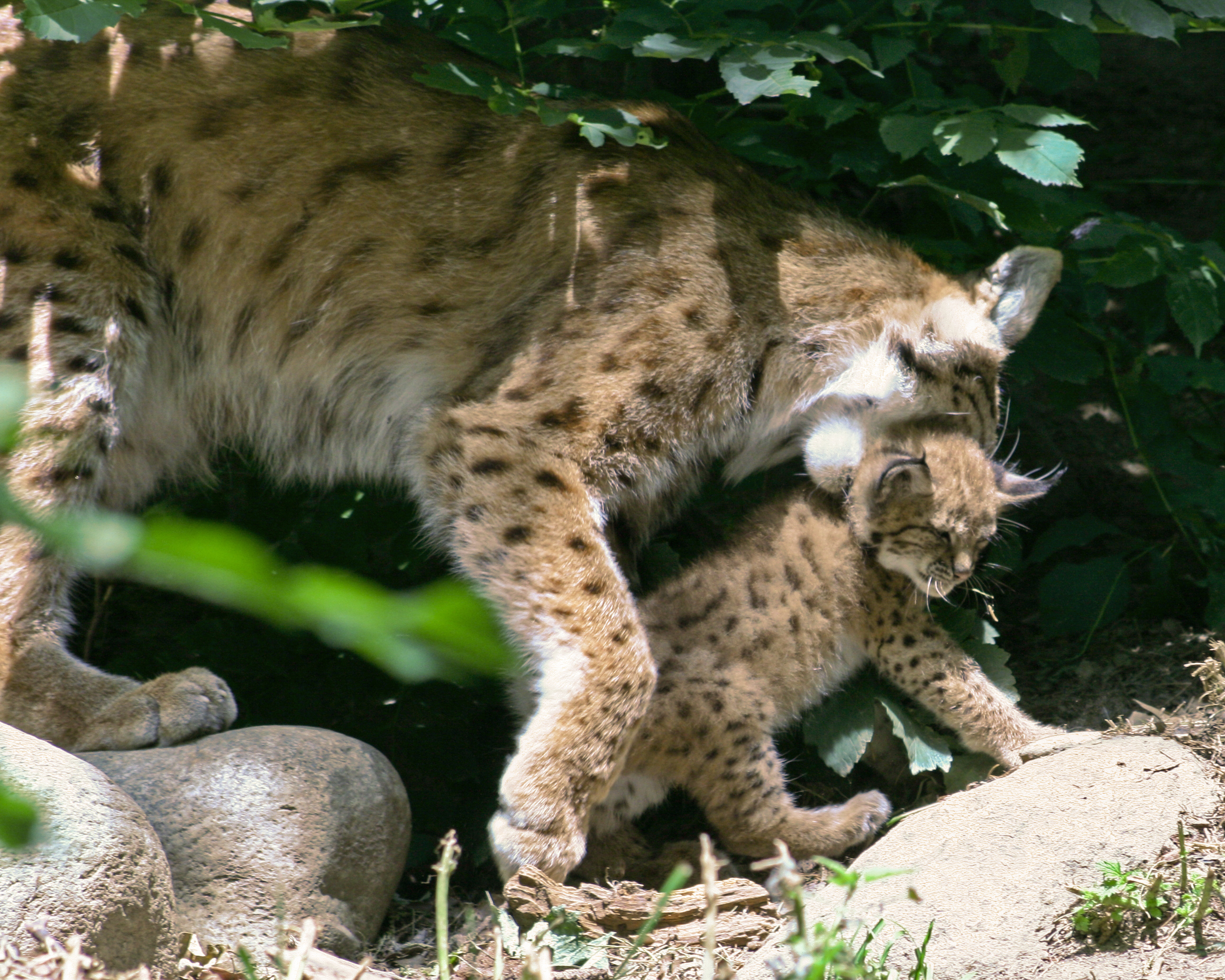
Ein leichter Biss in den Nacken löst beim Jungen Tragestarre aus, was der Mutter den Transport erleichtert

Hat ein Männchen eine paarungsbereite Luchsin gefunden, hält es sich in dieser Zeit mehrere Tage in ihrer Nähe auf. Treffen mehrere Männchen aufeinander, kämpfen sie um das Paarungsrecht. Bei der Kopulation nähert sich das Männchen dem Weibchen von hinten und springt dann auf. Die Paarung, während der sich das Männchen im Nackenfell der Katze verbeißt, dauert etwa drei Minuten; pro Tag finden zahlreiche Kopulationen statt. Grundsätzlich paart sich die Luchsin während der Ranzzeit mit nur einem Männchen.
Die zwei bis fünf Jungen werden nach einer Tragzeit von etwa 73 Tagen meist an einem geschützten Platz geboren, etwa in einer Felshöhle oder unter einem Wurzelteller. Das Geschlechterverhältnis der Jungtiere ist bei der Geburt ausgeglichen. Die Jungtiere, die bereits behaart zur Welt kommen, wiegen zum Zeitpunkt ihrer Geburt etwa 240 bis 300 Gramm und sind während der ersten 16 bis 17 Lebenstage blind. Sie werden nur von der Mutter betreut. Ab einem Alter von vier Wochen beginnen sie allmählich auch an den Beutetieren der Mutter mitzufressen. Sie werden maximal bis zu einem Alter von fünf Monaten gesäugt. Jungtiere bleiben bis zum nächsten Frühjahr bei der Mutter. Dann versuchen sie, ein eigenes Revier zu finden. Ihre Geschlechtsreife erreichen weibliche Jungluchse in ihrem 21. Lebensmonat. Die Kuder sind dagegen im Normalfall erst nach Erreichen des 33. Lebensmonats fortpflanzungsfähig.
Die Sterblichkeit der Jungtiere ist sehr hoch. Während erwachsene Luchse kaum durch andere Raubtiere gefährdet sind, werden Jungtiere von Braunbären, Wölfen, Vielfraßen und gelegentlich sogar Füchsen geschlagen. In Asien ist auch der Leopard ein potenzieller Fressfeind junger Luchse. Die hohe Sterblichkeit der Jungtiere ist jedoch weniger durch Fressfeinde bedingt als durch Verkehrsunfälle sowie in geringerem Maße durch Krankheiten. Nach jetzigem Kenntnisstand sind Luchse für alle bakteriellen und viralen Erkrankungen anfällig, die auch bei Hauskatzen vorkommen. Jungtiere haben außerdem nur dann eine Überlebenschance, wenn sie nach der Trennung von ihrer Mutter ein unbesetztes Revier finden. Nur etwa jedem vierten Jungluchs gelingt dies.
Die Lebenserwartung von Luchsen, denen eine Reviergründung gelingt, liegt bei zehn bis 15 Jahren. In Gefangenschaft gehaltene Tiere können ein Lebensalter bis zu 25 Jahren erreichen.

## Gefährdung und Bestand
Die Art insgesamt gilt nach der IUCN als „nicht gefährdet“. Die Jagd auf Luchse ist aber in den meisten Staaten wie auch in Deutschland, Österreich und der Schweiz entweder verboten oder streng reguliert. Internationalen Schutz bieten unter anderem die Berner Konvention, die Bonner Konvention, die Fauna-Flora-Habitat-Richtlinie der Europäischen Union (Anhänge II und IV) und CITES. In Deutschland ist der Luchs eine durch das Bundesnaturschutzgesetz „streng geschützte“ Tierart; die illegale Tötung eines Luchses kann als Straftat mit einer bis zu fünfjährigen Freiheitsstrafe geahndet werden. Größtes Problem für den Luchs in Mitteleuropa ist die Wilderei, die gerade im Balkan zu einem dramatischen Rückgang der Luchspopulation geführt hat. Vom Balkanluchs (Unterart Lynx lynx balcanicus) gibt es nur noch 20 bis 40 erwachsene Exemplare; sie leben in Albanien und Nordmazedonien.
Der Gesamtbestand in Europa wird auf etwa 7000 Luchse geschätzt, während weltweit etwas weniger als 50 000 Tiere leben. Der Erfolg der Wiederansiedelung in Mittel- und Westeuropa ist nicht gesichert, da sich noch erweisen muss, ob die etablierten Populationen langfristig überlebensfähig sind.

### Bestände europäischer Länder
Die größten Bestände vom Eurasischen Luchs gibt es in Russland. Weitere Populationen von Lynx lynx in Europa befinden sich in:
- Albanien: maximal 20[76]
- Bosnien und Herzegowina: 60–1200[32][77]
- Bulgarien: 700[77]
- Deutschland: ca. 200 (2023)[78] Anstieg von 125–137 in 2018[79]
- Estland: 1000[80]
- Finnland: 2700–2900[81]
- Frankreich: maximal 100[32]
- Kroatien: 40–60[82]
- Lettland: 600
- Litauen: 80–100
- Nordmazedonien: maximal 50[32]
- Norwegen: 600[77]
- Österreich: 30-40[32]
- Polen: 180[77]
- Rumänien (besonders in den Karpaten): 1500[77]
- Schweden: 1000–1400[83]
- Schweiz: 291[84]
- Slowakei: (besonders in den Karpaten): 450[77]
- Slowenien[32]
- Tschechien: maximal 50[32]
- Ukraine: 350–400
- Belarus: 400–450

### Internationaler Tag des Luchses / Projekt „Tatort Luchs“ / Luchs Bayern e.V.
Am 11. Juni eines jeden Jahres findet der von dem Projekt 3Lynx ins Leben gerufene Internationale Tag des Luchses statt. Mittels des grenzüberschreitenden (Bayern/Tschechien) Projektes Tatort Luchs möchten Naturschutzverbände die Luchs-Wilderei bekämpfen. In Thüringen gibt es ähnliche Bestrebungen. Der Verein Luchs Bayern e. V. vermittelt Wissen rund um den Luchs und kümmert sich um seinen Schutz, auch im Rahmen des im Jahr 2013 gestarteten bayerisch-tschechischen Projektes Trans-Lynx.

## Mensch und Luchs

### Das Image des Luchses

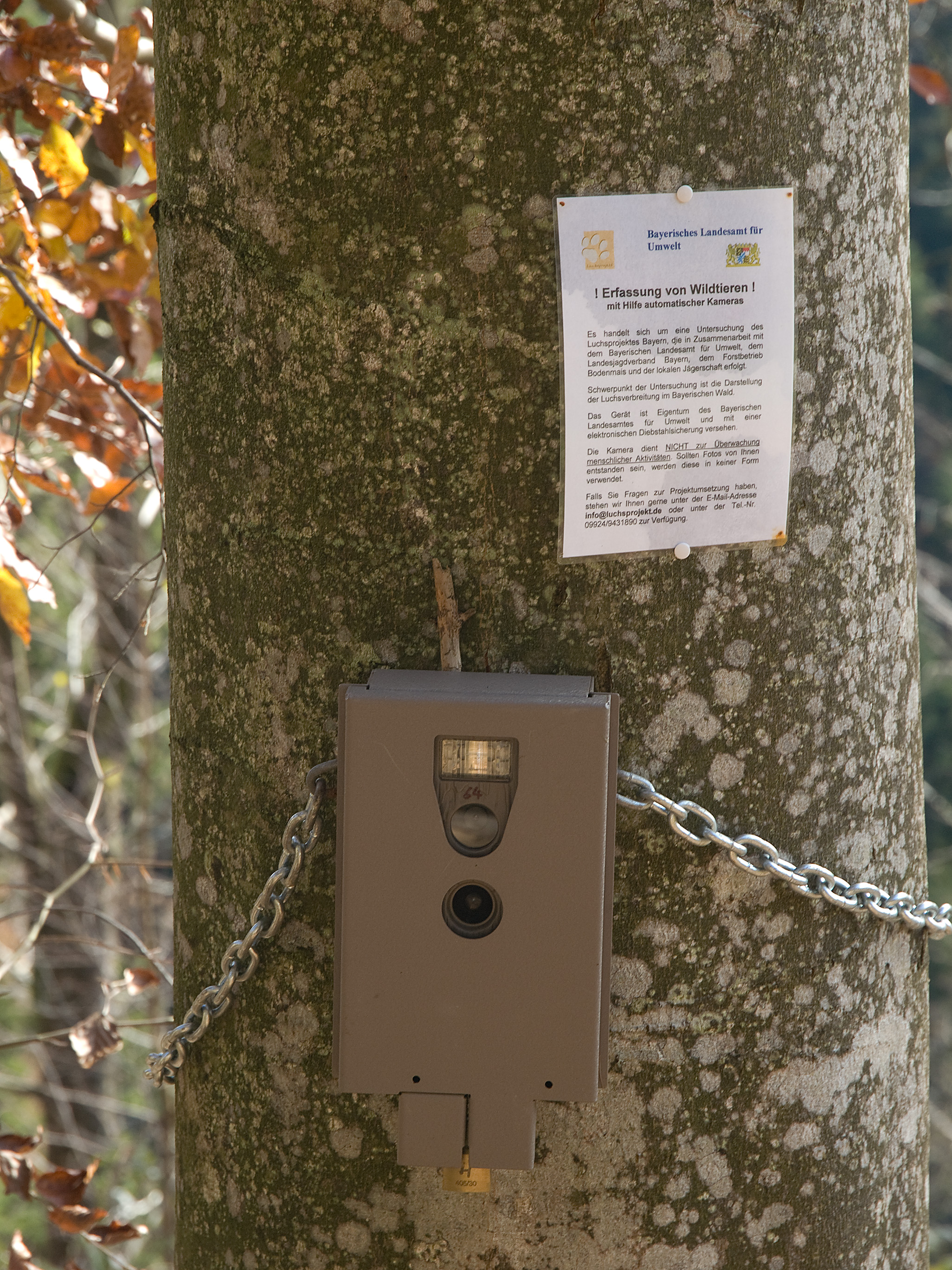
Automatische Überwachungskamera (Fotofalle) für Luchsprojekt Bayern

Luchse spielen verglichen mit Wolf und Bär eine weit geringere Rolle in europäischen Mythen und Märchen. Dies kann als Beleg dafür gewertet werden, dass Menschen mit dem nicht sonderlich scheuen, aber kaum sichtbaren Luchs weit weniger Kontakt hatten als mit den zwei anderen großen europäischen Beutegreifern. Auch das 1933 erschienene Handwörterbuch des deutschen Aberglaubens hält zum Luchs fest, dass von ihm kaum noch die Rede sei. Bereits seit der Antike galt der Luchs allerdings als außerordentlich scharfsichtig (siehe Accademia dei Lincei), in Deutschland auch als hellhörig („Ohren wie ein Luchs“) und verstohlen („jemandem etwas abluchsen“).
In der Volksmedizin galten in Edelmetalle gefasste Luchskrallen, die als Amulett getragen wurden, als Schutz gegen Albträume und Epilepsie. Gebrauch fanden aber auch andere Körperteile des Luchses: Luchsfett sollte gegen Gicht helfen, und bei geschwollenen Mandeln sollte es hilfreich sein, durch den rechten hohlen Schenkelknochen des Luchses zu trinken.
Verglichen mit dem Wolf ist der Luchs weniger negativ besetzt: Weite Teile der Bevölkerung stehen der Rückkehr des Luchses positiv oder gleichgültig gegenüber. Die Rückkehr des Wolfs ist dagegen von einer deutlich ablehnenderen Haltung begleitet und wird stärker mit einer Gefährdung von Menschen und Haustieren assoziiert. Nach der Meinung des Naturschutzexperten Josef Reichholf ist dies darauf zurückzuführen, dass Katzenarten nicht in vergleichbarer Weise zum Aufbau eines Feindbildes geeignet sind. Dies vereinfacht Wiederansiedelungsprojekte, da Widerstand gegen diese Projekte sich vor allem auf Interessenskreise wie Landwirte und Jäger begrenzt, die Auswirkungen auf Wild und Weidetiere befürchten. Die frühe Ausrottung des Luchses in Mittel- und Westeuropa sieht Josef Reichholf vor allem dadurch bedingt, dass Luchse einfacher und mit einem geringeren Aufwand als der Wolf zu erjagen waren.

### Probleme bei der Wiederansiedelung
Es hat sich in den letzten Jahrzehnten gezeigt, dass es für Luchse schwierig ist, neue Lebensräume zu besiedeln. Bei seiner Revierbildung, die einer Fortpflanzung vorausgeht, sucht ein Luchs territorialen Anschluss an das Revier anderer Luchse. Eine natürliche Besiedelung ehemaliger Lebensräume erfordert daher einen sehr langen Zeitraum und setzt voraus, dass in den bereits vorhandenen Lebensräumen ein hoher Populationsdruck besteht. Eine Rückkehr des Luchses in seine alten Verbreitungsgebiete ist daher meist nur mit menschlicher Hilfe zu erreichen.
Die Wiederansiedelung des Luchses durch den Menschen ist von einer Reihe von Widerständen und Kritik begleitet gewesen. Die häufigsten Sorgen, die im Vorfeld von Wiederansiedelungen geäußert wurden, beziehen sich auf Schäden an Haustieren und am Jagdwild. So gab es im Berner Oberland im Jahr 2007 einen starken Rückgang der Luchspopulation. An die Jagdinspektion des Kantons Bern eingeschickte abgehackte Luchspfoten, abgeschnittene Sendehalsbänder und das Auslegen von Giftködern dokumentieren, dass dieser Rückgang das Werk von Kriminellen war. In der Schweiz erfüllt das illegale Töten von Luchsen den Tatbestand der Wilderei. In den Jahren 2012 und 2013 wurden im Bayerischen Wald zwei Luchse vergiftet beziehungsweise erschossen. Im Mai 2015 wurden im Bereich des Lamer Winkels (Landkreis Cham) vier Vorderpfoten von Luchsen aufgefunden, die in der Nähe einer Fotofalle eines Luchs-Forschungsprojektes abgelegt worden waren. In Österreich wurde im Januar 2017 eine Jägerin, die im Nationalpark Kalkalpen einen männlichen Luchs eines Wiederansiedlungsprogramms abgeschossen hatte, vom Obersten Gerichtshof in letzter Instanz zur Zahlung von gut 12 000 Euro an den Nationalpark verurteilt; auch gegen ihren Mann lief, ebenfalls wegen der illegalen Tötung eines Luchses, ein Strafverfahren.

#### Erbeutung von Nutztieren
In der Schweiz fielen in den ersten drei Jahrzehnten nach der Wiederansiedelung des Luchses rund 1000 Hausschafe dem Luchs zum Opfer. Neugeborene Kälber wurden nur in Ausnahmefällen gerissen. Dabei hat man die Erfahrung gemacht, dass sich einzelne Luchse auf die Jagd von Nutztieren wie Ziegen und Schafen spezialisieren. Gerissen werden vor allem Tiere, die auch nachtsüber weit entfernt von menschlichen Siedlungen verbleiben und deren Weiden sich in Waldrandnähe befinden. Ähnlich wie auch bei anderen Raubtieren wie Rotfuchs oder Mardern kann es bei Angriffen auf Haustiere zum sogenannten Surplus Killing kommen: Weit mehr Tiere werden getötet oder verletzt, als der Beutegreifer als Nahrung benötigt. Durch den Luchs gefährdet sind auch in großen Gattern gehaltene Wildtiere wie Damhirsche oder Europäische Mufflons.

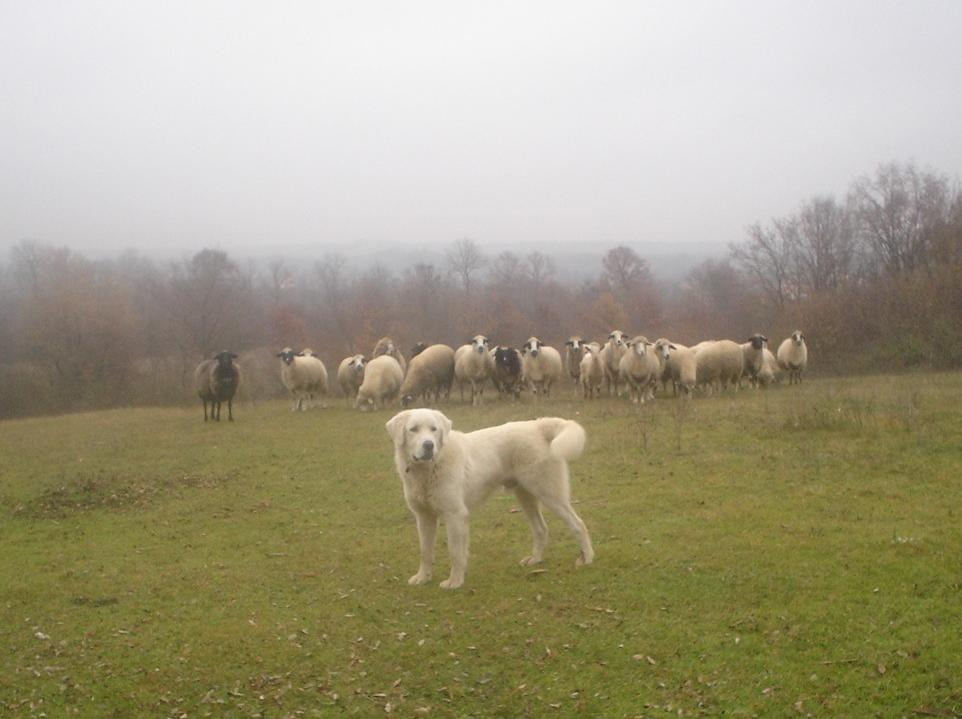
Ein Herdenschutzhund mit Schafherde

In der Regel sind Übergriffe auf Weidetiere, die auf den Almen der Alpen häufig weitgehend sich selbst überlassen sind, selten. Luchse erjagen als Lauerjäger eher Rehe und Gämsen, als dass sie Haustiere angreifen. Ähnlich wie in anderen Wiederansiedelungsprojekten, etwa für Bartgeier, Wölfe und Braunbären, haben eine intensive Zusammenarbeit mit der Bevölkerung vor Ort und Aufklärungskampagnen zum Erfolg von Wiederansiedelungsprojekten beigetragen. Dazu gehört auch eine möglichst unaufwändige und problemlose Entschädigung an Landwirte, die Haustiere durch Luchse verlieren. Dort, wo wegen einer gleichzeitigen Ansiedelung von Wölfen oder Braunbären Herdenschutzhunde etabliert wurden oder Hausesel als Herdenesel den Schaf- und Ziegenherden beigesellt wurden, haben sich diese Maßnahmen als effiziente Vorsorge auch gegen Übergriffe von Luchsen erwiesen.
In der Schweiz werden Präventivmaßnahmen gegen Luchsrisse mit bis zu 100 Prozent der Kosten bezuschusst. Bei Weiden, die sich wegen ihrer Waldnähe als besonders gefährdet erwiesen haben, werden situationsspezifisch sogar die Pachtzinsen übernommen, um eine weitere Beweidung durch Schafe oder Ziegen einzustellen. In der Schweiz regeln eindeutige Kriterien aber auch, wann ein Luchs als so problematisch einzuordnen ist, dass eine Abschussbewilligung erteilt wird.

#### Auswirkung auf andere Tierarten
Luchse wirken sich nicht negativ auf den Bestand an jagdbaren Paarhufern aus. Die Zahlen der von Luchsen erjagten Rehe und Gämsen liegen meist deutlich unter denen des Fallwildes (Tiere, die Krankheiten und Unfällen erlegen sind) und sind deutlich geringer als die von Jägern auf gleicher Fläche geschossenen Tiere. Die Anwesenheit des Luchses trägt allerdings nicht im erhofften Maße zu einer Verbesserung der Gesundheit des Tierbestandes bei. Aufgrund der Jagdtechnik von Luchsen sind es nicht nur kranke und überalterte Tiere, die ihnen zum Opfer fallen.
Ein häufig vorgebrachtes Argument gegen die Ansiedelung von Luchsen war die potenzielle Gefährdung der Raufußhuhnbestände. So lehnte im Jahre 1975 die Jagdbehörde von Niedersachsen den Antrag des Göttinger Instituts für Wildbiologie ab, im Harz Luchse anzusiedeln, weil sie dadurch die damalige Auerhuhnauswilderung gefährdet sah. Tatsächlich stellen Raufußhühner unter anderem in den Karpaten und in Skandinavien einen gewissen Anteil der Nahrung des Luchses dar. Die Hauptbeute des Luchses sind im Allgemeinen diejenigen Tierarten seines Beutespektrums, die in seinem Revier häufig vertreten sind. Untersuchungen in der Schweiz haben gezeigt, dass selbst in Revieren mit guten Birk- und Auerhuhnbeständen Luchse nur ausnahmsweise diese Vogelarten schlagen und die dort zahlreich vorhandenen Rehe und Gämsen eindeutig bevorzugen.
Die Verbissbelastung in Wäldern, verursacht durch einen hohen Paarhuferbestand, wirkt sich stark negativ auf die natürliche Waldverjüngung aus (siehe dazu im Artikel Rothirsch das Kapitel Schäden). Zu einer Konzentration von Verbissschäden kommt es häufig, weil Rothirsche in Einständen eng beieinander stehen. Die Anwesenheit von Luchsen wirkt sich hierbei positiv aus, da sie solche Ansammlungen auf Dauer aufsprengt, sodass die Tiere sich auf größere Flächen verteilen.

#### Erfolge und Misserfolge der Wiederansiedlungsprogramme
Die Wiederansiedelung des Luchses ist nicht frei von Rückschlägen gewesen. Illegale Auswilderungen, die in der Schweiz und im Bayerischen Wald in den 1970er-Jahren stattfanden, haben die Glaubwürdigkeit von Wiederansiedelungsprogrammen in diesen Regionen nachhaltig geschädigt. Zudem hat sich erwiesen, dass nur sorgfältig ausgewählte Luchse in der Lage sind, sich in freier Wildbahn zu etablieren. Bei den erfolgreich verlaufenen Wiederansiedelungen handelte es sich meist um jagderfahrene Wildfänge. Luchse aus Gefangenschaftshaltung sind überwiegend nicht in der Lage, ausreichend Beute zu schlagen. In wiederbesiedelten Gebieten ist es außerdem zu einer Anzahl illegaler Abschüsse beziehungsweise Vergiftungsaktionen gekommen.
Die Populationszahl der Luchse in deutschen Mittelgebirgen ist derzeit noch zu klein und die Bestände sind teilweise isoliert. Wanderkorridore sind notwendig, damit Bestände wie etwa die im Harz nicht verinseln. Erst ab einer Bestandszahl von 50 bis 100 Tieren, die sich untereinander fortpflanzen können, ist eine ausreichende genetische Variabilität sichergestellt. Ähnliches gilt auch für die Schweiz, die bislang die größten Erfolge in der Wiederansiedelung aufweist. Die zwei etablierten Luchspopulationen sind auf das Juragebirge und die Nord- und Zentralalpen begrenzt. Das dazwischenliegende Mittelland dagegen ist unbesiedelt, zwischen den beiden Populationen kommt es nicht zum genetischen Austausch.
Eine 2022 publizierte Studie kam zu dem Ergebnis, dass fast alle wiederangesiedelten Luchspopulationen eine deutlich geringere genetische Vielfalt aufweisen als die natürlichen Luchs-Vorkommen. Zudem sei in den wiedereingeführten Populationen Inzucht verbreitet: Am stärksten ausgeprägt sei Inzucht in jenen Luchsbeständen, die die geringste Anzahl von Gründerindividuen hatten.

#### Auswilderung von Luchsen in Baden-Württemberg
Im Rahmen des Projekts „Luchs in Baden-Württemberg“ werden ab Herbst 2023 in Baden-Württemberg Luchse ausgewildert, um die baden-württembergische und mitteleuropäische Luchspopulation zu stützen. Populationsökologische Studien zeigten, dass nur mit einer aktiven Ansiedlung von weiblichen Luchsen die Überlebenschancen für den Luchs in Baden-Württemberg sowie für die zu kleinen angrenzenden Populationen im Schweizer Jura, Pfälzerwald und den Vogesen gesichert werden können. Das Projekt wird aus Haushaltsmitteln und durch Spenden von WWF und HIT-Umwelt und Naturschutzstiftung finanziert.

## Systematik

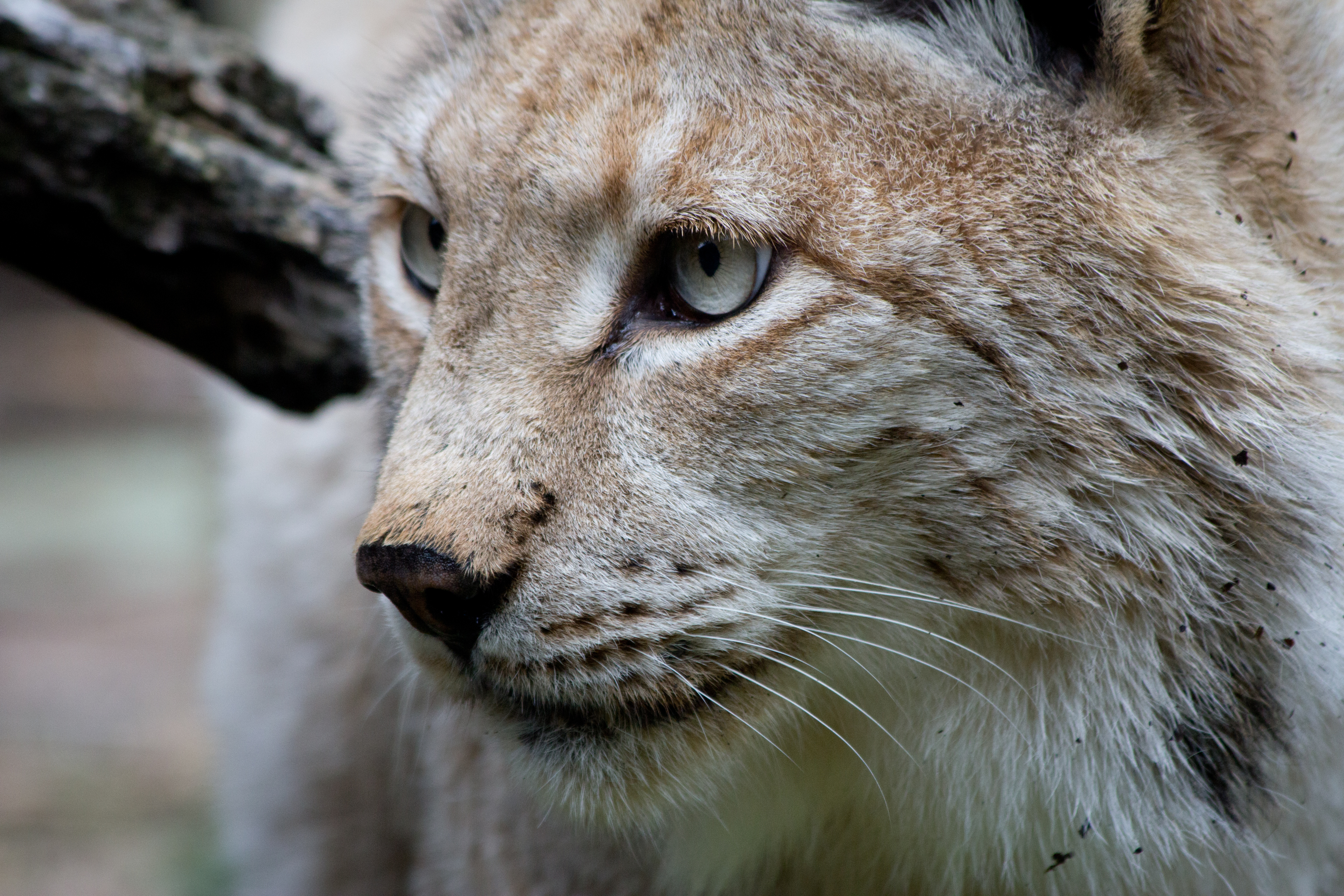
Antlitz eines Lynx lynx

### Systematische Einordnung
Lange Zeit wurde diskutiert, ob Luchse lediglich eine Untergattung der Gattung Felis darstellen. Deshalb findet man in der älteren Literatur den Eurasischen Luchs gelegentlich unter der Bezeichnung Felis lynx. Heute ist die Einordnung der Luchse in die eigenständige Gattung Lynx akzeptiert und der Eurasische Luchs wird entsprechend als Lynx lynx geführt.
Trotz ihrer Größe gehören die Luchse zu den Kleinkatzen und bilden dort die Schwestergruppe einer Klade, zu der der Puma (Puma concolor), der Jaguarundi (Herpailurus yagouaroundi), der Gepard (Acinonyx jubatus), der Manul (Otocolobus manul), die Altkatzen (Prionailurus) und die Echten Katzen (Felis) gehören.
Der Eurasische Luchs wird heute innerhalb der Gattung der Luchse als eigenständige Art betrachtet. Früher wurde er mit dem Kanadischen Luchs und dem Pardelluchs zu einer gemeinsamen Art zusammengefasst. Auf Grund von Fossilienbefunden weiß man aber, dass sich die Entwicklungslinie des iberischen Pardelluchses in Südwesteuropa bereits im Villafranchium, dem Beginn des Pleistozäns, abspaltete. Verglichen mit dem Pardelluchs ist die Fossilienlage beim Eurasischen Luchs sehr viel weniger zusammenhängend. Gesichert ist aber, dass sich dieser in der Ostpaläarktis entwickelte und von dort aus sowohl in westlicher wie östlicher Richtung ausbreitete. Rotluchs und Kanadischer Luchs stammen offenbar von Vorfahren des Eurasischen Luchses ab, die in zwei Einwanderungswellen über die Beringbrücke nach Alaska gelangten: Aus der ersten dieser Einwanderungswellen vor 2,6 Millionen Jahren ging der Rotluchs hervor, aus der zweiten vor 200 000 Jahren der Kanadische Luchs.

### Unterarten
Die Anzahl der Unterarten des Luchses und deren geographische Abgrenzung sind umstritten. Je nach Quelle werden zwischen vier und 14 Unterarten genannt. Sunquist & Sunquist (2009) unterscheiden folgende Unterarten:

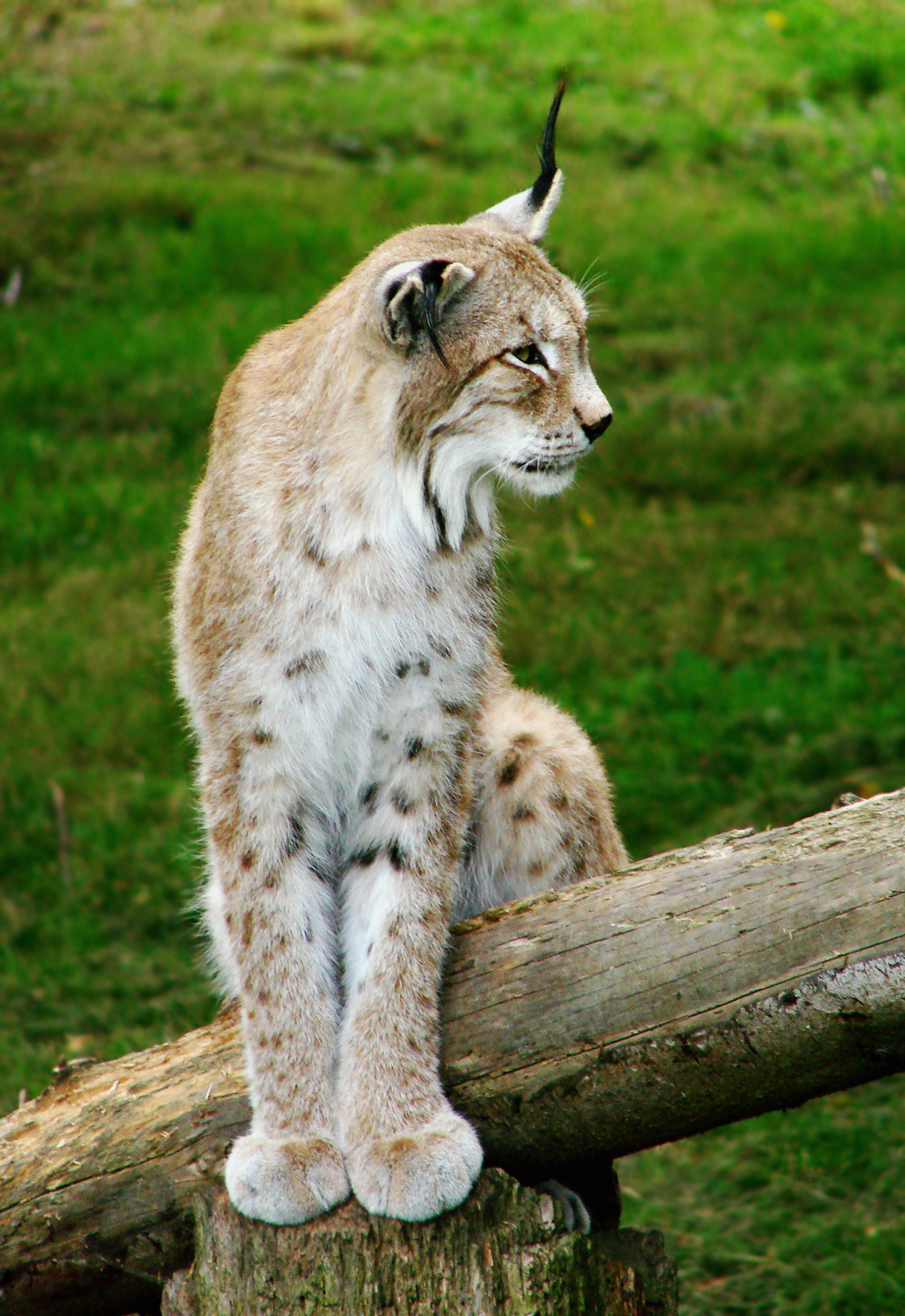
Sibirischer Luchs (L.l. wrangeli)

- Amurluchs (L. l. neglectus): Unteres Amurgebiet im fernen Osten Russlands und Nordchinas, Mandschurei, Korea
- Baikalluchs (L. l. kozlovi): Zentralsibirien zwischen Jenissei und Baikalsee
- Europäischer Luchs (Lynx lynx lynx): Nominatform; Verbreitung von Westeuropa und Skandinavien über den europäischen Teil Russlands bis nach Sibirien, wo die Unterart im Osten den Jenissei erreicht
- Sardischer Luchs † (Lynx lynx sardiniae); dabei handelt es sich allerdings um die Sardische Falbkatze (Felis lybica lybica), die fehlbestimmt wurde[110]
- Karpatenluchs (L. l. carpathicus): Karpaten in Rumänien, Slowakei, Polen und Tschechien sowie Balkanhalbinsel
- Kaukasusluchs (L. l. dinniki): Kaukasus, Kleinasien, Nord-Iran, Nord-Irak
- Sibirischer Luchs (L. l. wrangeli): Ostsibirien, Nordost-China
- Zentralasiatischer Luchs (L. l. isabellinus): Diese Unterart weist ein hell sandgraues bis isabellfarbenes Fell auf. Bewohnt Zentralasien, Altaigebirge, Tibet, Nepal, Nordindien, Nordpakistan, Tadschikistan, Kirgisistan, Usbekistan, Turkmenistan, Kasachstan und Nordwest-China; Synonym mit Altailuchs (L. l. wardi)

Die Cat Specialist Group der IUCN erkennt in ihrer im Jahr 2017 veröffentlichten Revision der Katzensystematik nur sechs Unterarten an.
- Europäischer Luchs (Lynx lynx lynx)
- Balkanluchs (L. l. balcanicus), möglicherweise ein Synonym von L. l. dinniki
- Karpatenluchs (L. l. carpathicus)
- Kaukasusluchs (L. l. dinniki)
- Zentralasiatischer Luchs (L. l. isabellinus)
- Sibirischer Luchs (L. l. wrangeli), inklusive L. l. kozlovi u. L. l. neglectus

## Philatelistisches
Mit dem Erstausgabetag 7. April 2022 gab die Deutsche Post AG in der Serie Junge Wildtiere ein Postwertzeichen mit dem Abbild eines Luchses im Nennwert von 85 Eurocent heraus. Der Entwurf stammt von der Grafikerin Jennifer Dengler aus Bonn.